# Chamarande
Chamarande is een gemeente in het Franse departement Essonne (regio Île-de-France) en telt 1016 inwoners (1999). De plaats maakt deel uit van het arrondissement Étampes.

## Geografie
De oppervlakte van Chamarande bedraagt 5,7 km², de bevolkingsdichtheid is 178,2 inwoners per km².

## Demografie
Onderstaande figuur toont het verloop van het inwonertal (bron: INSEE-tellingen).